# Bahía de São Marcos
La bahía de São Marcos (en portugués: Baía de São Marcos) es una bahía de la costa atlántica de Brasil, localizada en el estado de Maranhão. En sus costas se sitúa la capital estatal de São Luís y el puerto de Ponta da Madeira
La bahía es un estuario de aproximadamente 100 kilómetros de extensión. En ella desembocan varios ríos, incluyendo el Grajaú, el Mearim y el Pindaré. El Mearim es conocido por sus pororocas.
- Datos: Q2060432
- Multimedia: Baía de São Marcos / Q2060432